# (9614) Cuvier
(9614) Cuvier ist ein Asteroid des Hauptgürtels, der am 27. Januar 1993 vom belgischen Astronomen Eric Walter Elst an der Sternwarte Caussols (IAU-Code 010) in Südfrankreich entdeckt wurde.
Der Asteroid wurde am 6. Januar 2003 nach dem französischen Naturforscher Georges Cuvier (1769–1832) benannt, der als wissenschaftlicher Begründer der Paläontologie gilt und die vergleichende Anatomie zu einer Forschungsdisziplin machte und dabei den Nachweis erbrachte, dass Lebewesen (und ganze Arten) aussterben können.